# Henri Nassiet
Henri Nassiet, född 24 februari 1895 i Bègles i Gironde, död 16 april 1977 i Paris, var en fransk skådespelare.

## Filmografi i urval
- 1937 – Drömmarnas vals
- 1939 – Det brinner en eld
- 1939 – Körkarlen
- 1949 – Singoalla
- 1956 – Förbjuden kärlek
- 1961 – Dolt bevis
- 1963 – Änglabukten
- 1970 – Det bittra ljuva livet